# Manguera de falsedades

Muchos pescadores británicos defendieron el Brexit. Posteriormente estuvieron entre los más perjudicados.

La manguera de falsedades (en inglés: firehose of falsehood) o firehosing, es una técnica de propaganda consistente en transmitir una gran cantidad de mensajes de forma rápida, repetitiva y continua a través de múltiples canales (como prensa escrita, radiodifusión y redes sociales) sin reparar en la verdad ni en la coherencia.
Desde 2014, cuando fue utilizado con éxito por Rusia durante la anexión de Crimea, este modelo ha sido copiado por otros gobiernos, partidos y movimientos políticos de todo el mundo.

## Características
La característica que distingue a esta técnica de la propaganda soviética de la Guerra Fría es el volumen, la gran cantidad de mensajes y canales usados, así como la actitud, el enfoque "descarado" de difundir falsedades y mensajes contradictorios. El objetivo inmediato es entretener, confundir y arrollar a la audiencia. La "manguera" se vale de tecnología moderna, Internet y redes sociales, y de los cambios recientes en la forma en que las personas producen y consumen noticias.
El alto volumen de mensajes y el uso de múltiples canales son efectivos porque es más probable que las personas se crean una historia cuando parece haber sido reportada por múltiples fuentes. Por ejemplo, además de la reconocible cadena de noticias RT, Rusia difunde propaganda utilizando docenas de sitios web proxy cuya conexión a RT está "disfrazada o minimizada". La gente es más propensa a creer una historia cuando piensa que muchos otros también la creen, especialmente si esos otros pertenecen a un grupo con el que se identifican. Así, para influir en la opinión de una persona, un ejército de troles crea la falsa impresión de que la mayoría de los "vecinos" de uno apoyan cierto punto de vista. 
A través del firehosing, según el instituto de expertos estadounidense RAND, el gobierno ruso ha tenido un éxito parcial en hacer que la gente crea y difunda falsedades y no crea en noticias veraces. El éxito de este enfoque es una burla directa del concepto convencional de que la comunicación es más persuasiva cuando es veraz, creíble y no contradictoria.
Para la crítica literaria Michiko Kakutani, aunque el firehosing aprovecha la tecnología moderna, remite al pensamiento del revolucionario Vladimir Lenin que explicó que su lenguaje acalorado estaba "calculado no para convencer, sino para romper las filas del oponente, no para corregir el error del oponente, sino para destruirlo, para borrar su organización de la faz de la tierra". En su biografía de Lenin, el historiador Víctor Sebestyen lo describió como el "padrino" de la "política de la posverdad".
Kakutani también cita a Vladislav Surkov, empresario y propagandista ruso que ayudó a diseñar el ascenso al poder de Vladímir Putin sembrando el caos y la confusión, y anticipó que Estados Unidos también estaba buscando una "mano fuerte" para sacarlo del caos creciente. Steve Bannon, estadounidense ex-consejero de Donald Trump y fundador de Breitbart News (una organización noticiera ultraderechista), se definió cierta vez a sí mismo como un "leninista".

## Campañas
Según el Washington Post, Kakutani y otras fuentes, Rusia siguió usando la manguera de falsedades en sus tratos con Ucrania y Siria, contra los miembros de la OTAN, como parte de su interferencia en las elecciones de 2016 EE. UU. y para interferir en las elecciones de otros países. En noviembre de 2017, los medios estatales rusos usaron una "imagen de satélite" de la guerra de Siria que luego se descubrió que era una captura de pantalla de un videojuego. En 2019, según William J. Broad del New York Times, Rusia inició una campaña de "manguera de la falsedad" para convencer a los estadounidenses de que los teléfonos 5G eran un peligro para la salud, mientras Putin ordenaba desplegar la red 5G en Rusia.
Según el autor y exoficial de inteligencia militar John Loftus, Irán ha estado utilizando métodos similares para incitar al odio contra Arabia Saudita, Estados Unidos e Israel. Afirma que algunas noticias falsas atribuidas a Rusia fueron realmente sembradas en la prensa occidental por Irán.
Durante la carrera presidencial de Indonesia en 2019, el titular Joko Widodo acusó al equipo de campaña de Prabowo Subianto de difundir discursos de odio con ayuda de consultores extranjeros, citando el modelo de "propaganda rusa" y "manguera de falsedades".
Según la editora de Mother Jones , Monika Bauerlein, los políticos estadounidenses utilizan cada vez más la técnica de la manguera contra la prensa y que se debe esperar un aumento en el uso de varias tácticas relacionadas: la amenaza de demanda judicial, la negación de "fake news" y el ataque ad hominem. El video deepfake también representa una seria amenaza, según el periodista belga  Tom Van de Weghen, quien adviertía en 2019 que "solo hemos visto el comienzo de las fake news".
Los antivacunas han utilizado con éxito la técnica de la manguera de falsedades para difundir supuestos peligros de la vacunación.

## Contramedidas
La contrapropaganda tradicional es ineficaz contra esta técnica. Tal como expresaron los investigadores de RAND, "no espere contrarrestar la manguera contra-incendios de las falsedades con la pistola de agua de juguete de la verdad". Ellos sugieren:
- repetir y multiplicar la contrainformación
- proporcionar una historia alternativa que sea capaz de llenar los vacíos creados cuando se eliminan los "hechos" falsos
- prevenir a la gente sobre la propaganda, especialmente sobre las formas en que los propagandistas manipulan la opinión pública
- contrarrestar los efectos de la propaganda, en lugar de la propaganda en sí; Por ejemplo, para contrarrestar la propaganda que socava el apoyo a una causa, trabaje para impulsar el apoyo a esa causa en lugar de refutar la propaganda directamente.
- apagando el flujo de la "manguera" solicitando ayuda a los IISP y a los administradores de RR.SS. y llevando a cabo operaciones de guerra electrónica y ciberespacio[2]

Los investigadores del German Marshall Fund sugieren, entre otras cosas, evitar repetir o ampliar la afirmación falsa original; pues repetir una historia falsa, incluso para refutarla, aumenta la probabilidad de que la gente la crea. El experto en seguridad Bruce Schneier recomienda enseñar alfabetización digital como parte de una cadena de eliminación de operación de información de 8 pasos.
Otra forma de combatir la desinformación es responder rápidamente a medida que se desarrollan los eventos y ser el primero en contar la historia. Un ejemplo de esto ocurrió en febrero de 2018, cuando las fuerzas sirias pro-régimen comenzaron a bombardear a las Fuerzas Democráticas Sirias cerca de Khasham y las fuerzas de la coalición respondieron en autodefensa. La fuerza CJTF-OIR publicó inmediatamente un comunicado de prensa titulado "Un ataque no provocado por las fuerzas sirias pro-régimen provoca ataques defensivos de la coalición". En respuesta a la noticia, los reporteros de todo el mundo inundaron el CJTF-OIR con consultas, lo que permitió a CJTF-OIR establecer los hechos antes de que los medios de comunicación rusos pudieran "dar la vuelta" a la historia.
En "Cómo ganamos la competición por la influencia" (2019), los estrategas militares Wilson C. Blythe y Luke T. Calhoun enfatizan la importancia de los mensajes consistentes. Comparan las operaciones de información con otras armas utilizadas por los militares para apuntar a un enemigo y lograr el resultado deseado: "El medio información es parte inherente del campo de batalla actual".